# Garnet Point
Garnet Point är en udde i Antarktis. Den ligger i Östantarktis. Australien gör anspråk på området.
Terrängen inåt land är varierad. Havet är nära Garnet Point åt nordost.  Trakten är obefolkad. Det finns inga samhällen i närheten.